# Eugen Björklund
Eugen Oskar Julius Björklund, född den 19 december 1862 i Stockholm, död där den 8 september 1943, var en svensk ämbetsman. Han var far till Curt Björklund.
Björklund avlade hovrättsexamen i Uppsala 1886, blev assessor i Svea hovrätt 1897 och konstituerad revisionssekreterare 1901. Han var överdirektör och chef för administrativa avdelningen i Järnvägsstyrelsen 1903–1907, expeditionschef i sjöförsvarsdepartementet 1908 samt blev överdirektör och chef för Patent- och registreringsverket 1909, där han var generaldirektör 1914–1929. 
Björklund var ledamot i Statens Järnvägars pensionskommitté 1903–1905, ledamot och sekreterare i trafiksäkerhetskommittén 1905–1907, sakkunnig i civildepartementet rörande pensioner vid Statens Järnvägar 1907–1908 och ordförande i patentlagstiftningskommittén 1908–1922. Han deltog i flera kongresser rörande industriellt rättsskydd, var förste delegat för Sverige vid konferensen i Haag rörande revision av konventionen angående industriellt rättsskydd 1925 och vid skandinaviska konferensen rörande gemensam lagstiftning på industriella rättsskyddets område 1922 och 1926–1927. Han var ordförande i styrelsen för föreningen för blindas väl, ledamot och ordförande i styrelsen för Stockholms sjukhem 1911–1936 samt ledamot och vice ordförande i Sophiahemmets styrelse 1930–1938.